# 福島車站 (JR西日本)
福島車站（日语：／ Fukushima eki */?）是由西日本旅客鐵道（JR西日本）所經營的鐵路車站，位於日本大阪府大阪市福島區是。本站是JR西日本的大阪環狀線的鐵路車站，也是大阪近郊鐵路路線群都市網路所屬的車站。本站根據JR的特定都區市內制度被劃分為「大阪市內」的車站，是JR西日本的直營車站之一，但委由西九條車站管理。由於JR系統之內還有另外一個同名的福島車站（福島縣福島市的主車站），為了區別，在車票上會以「(環) 福島」的方式標示本站，其中「環」字是所屬的大阪環狀線之意。
本站鄰近地區還存在有兩個名稱相同或近似的車站，即位於阪神本線上的同名車站，與位於JR東西線上的新福島車站（位於JR東西線上）。位於地底、彼此僅有一個路口之隔的阪神福島與新福島兩車站與本站之間並無直接相連，之間相隔約100公尺左右的步行距離。

## 車站構造
只限旅客線設有島式月台1面2線的高架車站。由於不設轉轍器與絕對信號機，被分類為停留所。閘口位於地面。

### 月台配置
| 月台 | 路線       | 方向 | 目的地             |
| ---- | ---------- | ---- | ------------------ |
| 1    | 大阪環状線 | 內環 | 西九條、新今宮方向 |
| 2    | 大阪環状線 | 外環 | 大阪、京橋方向     |

## 利用狀況
2018年（平成30年）度1日平均上車人次為29,573人，JR西日本車站當中排行第30位。1997年3月8日相鄰的JR東西線新福島站開業上車人次有所減少，之後平穩，近年有增長傾向。
近年1日平均上車人次如下表。
| 年度               | 1日平均 上車人次 | 來源     |
| ------------------ | ---------------- | -------- |
| 1990年（平成02年） | 31,369           | [ * 1 ]  |
| 1991年（平成03年） | 32,511           | [ * 2 ]  |
| 1992年（平成04年） | 32,941           | [ * 3 ]  |
| 1993年（平成05年） | 32,212           | [ * 4 ]  |
| 1994年（平成06年） | 31,194           | [ * 5 ]  |
| 1995年（平成07年） | 32,304           | [ * 6 ]  |
| 1996年（平成08年） | 31,772           | [ * 7 ]  |
| 1997年（平成09年） | 27,189           | [ * 8 ]  |
| 1998年（平成10年） | 25,917           | [ * 9 ]  |
| 1999年（平成11年） | 25,216           | [ * 10 ] |
| 2000年（平成12年） | 24,429           | [ * 11 ] |
| 2001年（平成13年） | 24,126           | [ * 12 ] |
| 2002年（平成14年） | 23,737           | [ * 13 ] |
| 2003年（平成15年） | 23,636           | [ * 14 ] |
| 2004年（平成16年） | 23,551           | [ * 15 ] |
| 2005年（平成17年） | 23,442           | [ * 16 ] |
| 2006年（平成18年） | 23,575           | [ * 17 ] |
| 2007年（平成19年） | 24,092           | [ * 18 ] |
| 2008年（平成20年） | 23,450           | [ * 19 ] |
| 2009年（平成21年） | 22,715           | [ * 20 ] |
| 2010年（平成22年） | 22,777           | [ * 21 ] |
| 2011年（平成23年） | 23,248           | [ * 22 ] |
| 2012年（平成24年） | 24,053           | [ * 23 ] |
| 2013年（平成25年） | 25,045           | [ * 24 ] |
| 2014年（平成26年） | 25,623           | [ * 25 ] |
| 2015年（平成27年） | 26,905           | [ * 26 ] |
| 2016年（平成28年） | 28,456           | [ * 27 ] |
| 2017年（平成29年） | 28,796           | [ * 28 ] |
| 2018年（平成30年） | 29,573           | [ * 29 ] |

## 相鄰車站
西日本旅客鐵道
 大阪環狀線
■大和路快速、■關空快速、■紀州路快速、■快速（所有列車此站起往大阪方向各站停車）
大阪（JR-O11）－福島（JR-O12）－西九條（JR-O14）
■區間快速、■直通快速（只限外環運行）、■普通
大阪（JR-O11）－福島（JR-O12）－野田（JR-O13）
東海道本線貨物支線（梅田貨物線，旅客運行只限通過列車，沒有上下車設備）
梅田信號場－（福島）－西九條（大阪環狀線）

### 利用狀況
1. ↑  大阪府統計年鑑 （页面存档备份，存于） - 大阪府
2. ↑  大阪市統計書 （页面存档备份，存于） - 大阪市

從數據看見JR西日本
1. 1 2   (PDF).   [2019-09-26]. （原始内容 (PDF)存档于2019-09-26）.
2. ↑   (PDF).   [2019-09-26]. （原始内容 (PDF)存档于2019-05-31）.

大阪府統計年鑑
1. ↑  大阪府統計年鑑（平成3年）PDF
2. ↑  大阪府統計年鑑（平成4年）PDF
3. ↑  大阪府統計年鑑（平成5年）PDF
4. ↑  大阪府統計年鑑（平成6年）PDF
5. ↑  大阪府統計年鑑（平成7年）PDF
6. ↑  大阪府統計年鑑（平成8年）PDF
7. ↑  大阪府統計年鑑（平成9年）PDF
8. ↑  大阪府統計年鑑（平成10年）PDF
9. ↑  大阪府統計年鑑（平成11年）PDF
10. ↑  大阪府統計年鑑（平成12年）PDF
11. ↑  大阪府統計年鑑（平成13年）PDF
12. ↑  大阪府統計年鑑（平成14年）PDF
13. ↑  大阪府統計年鑑（平成15年）PDF
14. ↑  大阪府統計年鑑（平成16年）PDF
15. ↑  大阪府統計年鑑（平成17年）PDF
16. ↑  大阪府統計年鑑（平成18年）PDF
17. ↑  大阪府統計年鑑（平成19年）PDF
18. ↑  大阪府統計年鑑（平成20年）PDF
19. ↑  大阪府統計年鑑（平成21年）PDF
20. ↑  大阪府統計年鑑（平成22年）PDF
21. ↑  大阪府統計年鑑（平成23年）PDF
22. ↑  大阪府統計年鑑（平成24年）PDF
23. ↑  大阪府統計年鑑（平成25年）PDF
24. ↑  大阪府統計年鑑（平成26年）PDF
25. ↑  大阪府統計年鑑（平成27年）PDF
26. ↑  大阪府統計年鑑（平成28年）PDF
27. ↑  大阪府統計年鑑（平成29年）PDF
28. ↑  大阪府統計年鑑（平成30年）PDF
29. ↑  大阪府統計年鑑（令和元年）PDF

## 外部連結
- 福島｜車站資訊：JR出門網 - 西日本旅客鐵道

34°41′50″N 135°29′12″E / 34.69722°N 135.48667°E